# Măstăcani
Măstăcani est une commune du județ de Galați en Roumanie.